# Padniewko
Padniewko est un village polonais situé dans la commune (en polonais gmina) de Mogilno et le district (en polonais powiat) de Mogilno, qui est une subdivision administrative de la voïvodie de Couïavie-Poméranie. Padniewko est situé près de la ville de Mogilno, sur la route locale Mogilno-Rogowo-Gąsawa.
On y trouve un monument aux Polonais exécutés dans la Seconde Guerre mondiale.

## Histoire
Le village était déjà mentionné au XIIe siècle.
Padniewko fait partie de 1818 à 1919 de l'arrondissement de Mogilno dans le district de Bromberg au sein de la province de Posnanie.

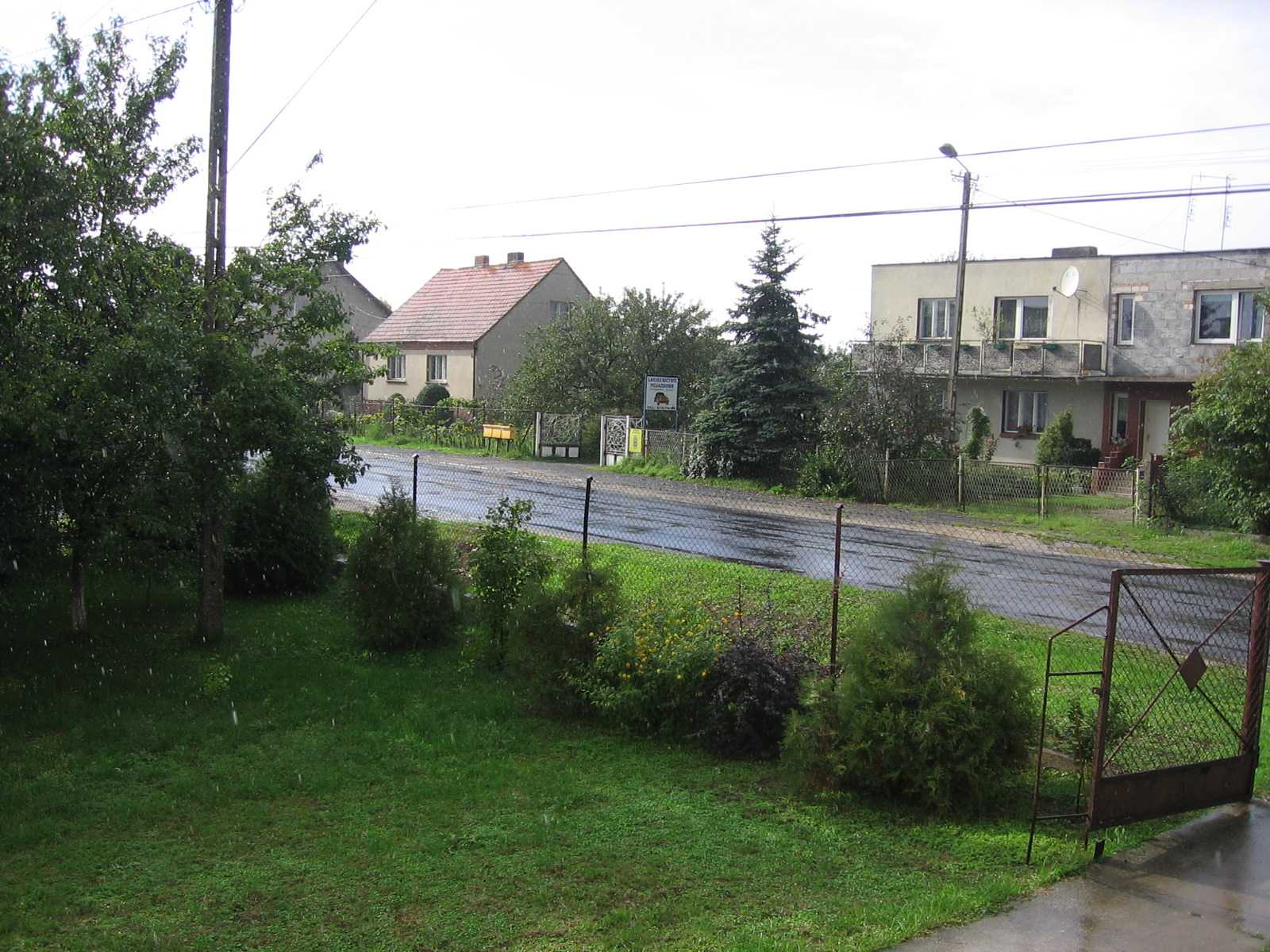
Padniewko
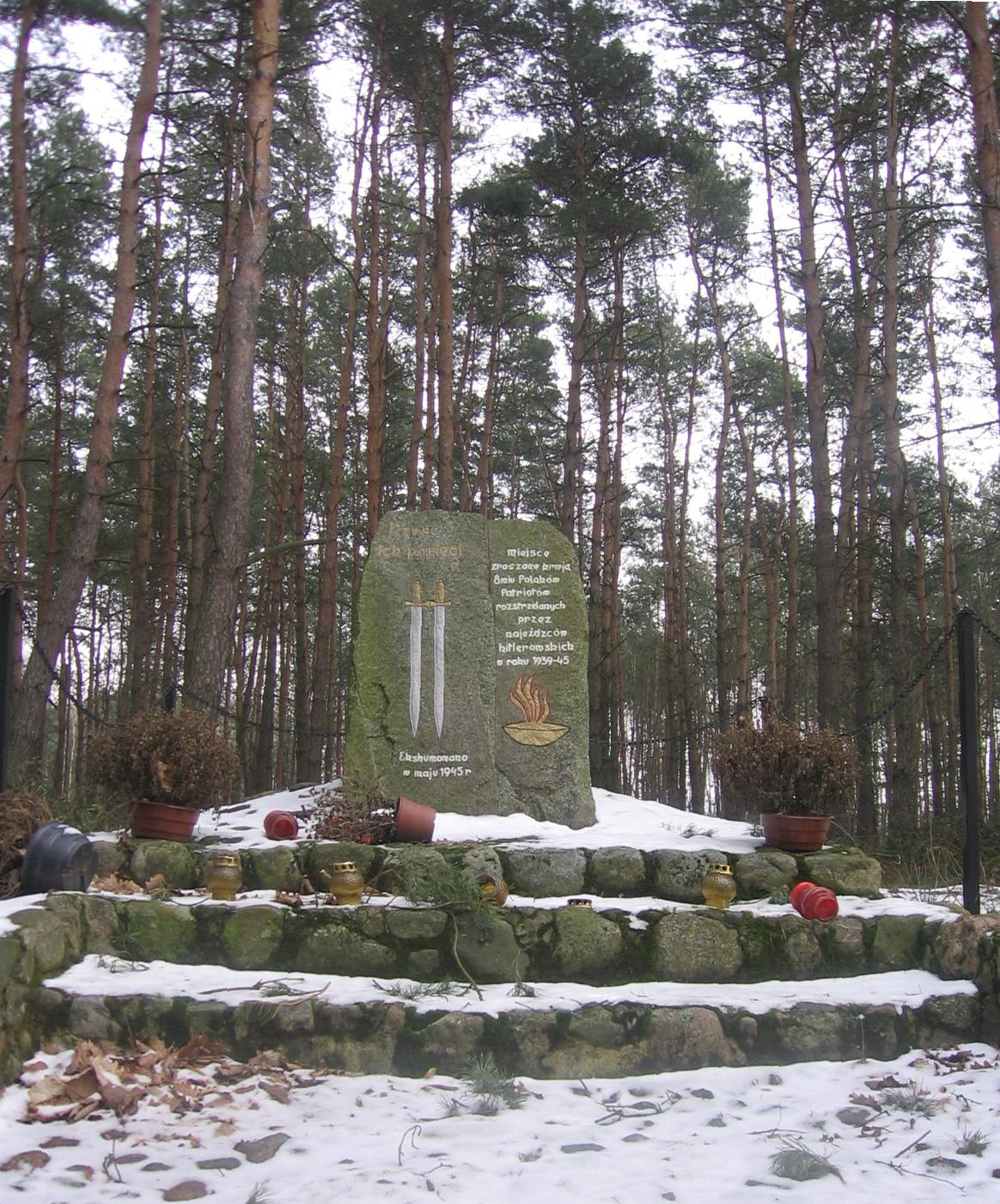
Le monument aux Polonais exécutés dans la Seconde Guerre mondiale
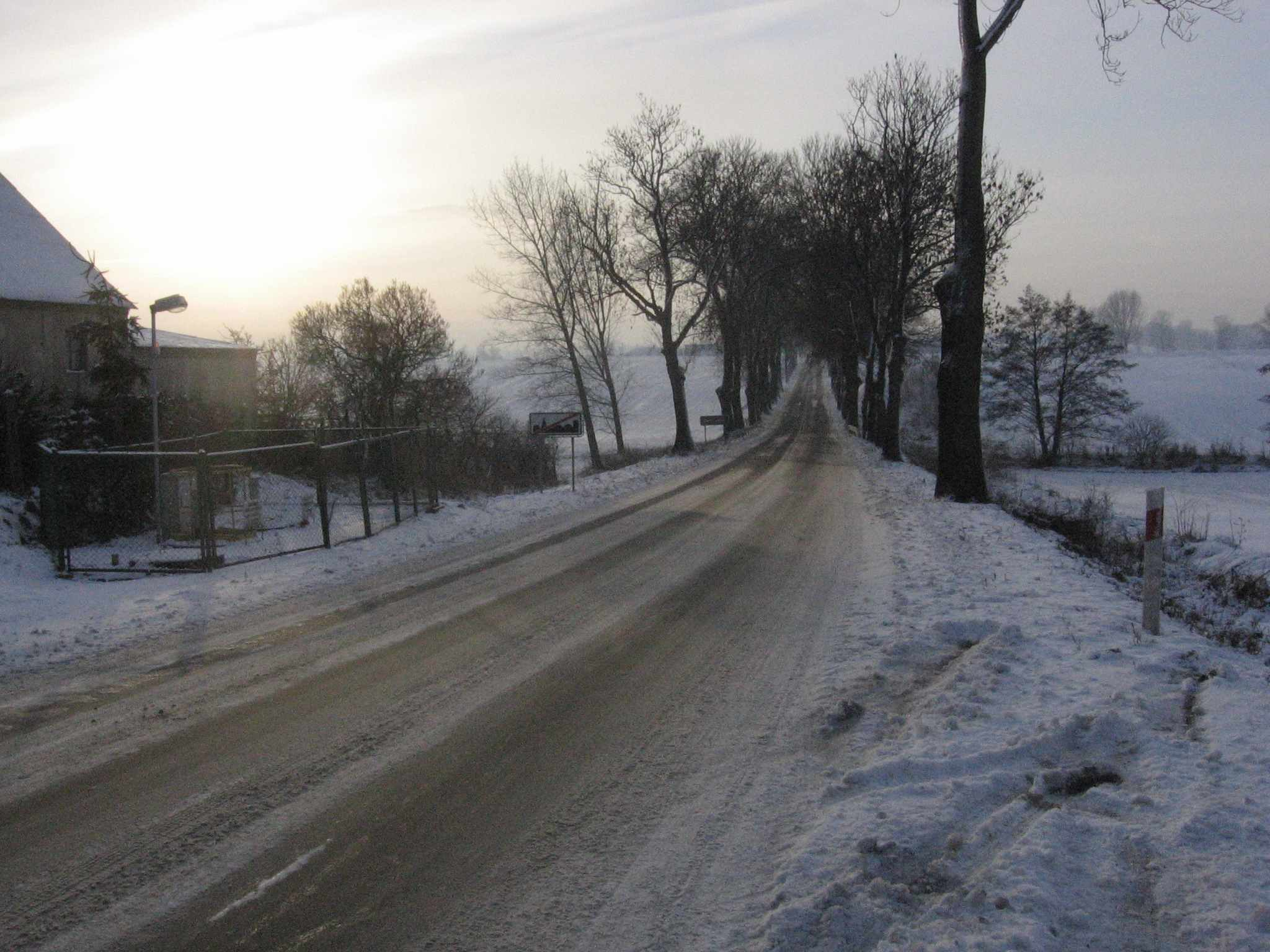
Padniewko en hiver